# Рудник Авбері
Рудник Авбері (Avebury) – гірничодобувний майданчик на австралійському острові Тасманія.
Будівництво рудника на нікелевому родовищі Авбері почалось у 2004 році, а в 2006-му він видав першу руду. Розробка велась підземним способом, при цьому окрім ухилу облаштували три шахтні стовбури – один на випадок евакуації персоналу та два вентиляційні. Відомо, що один з вентиляційних стовбурів мав глибину 190 метрів, а виробітки спускались ще на сотню метрів глибше. Станом на 2009 рік загальна довжина підземних виробіток досягнула 8,5 кілометрів.
Руда надходила на належну до копальні збагачувальну фабрику потужністю 0,9 млн тонн на рік, яка могла забезпечувати вилучення 79% нікелю із випуском 20%-го нікелевого концентрату. Втім, фабрика встигла пропрацювати у 2008 – 2009 роках лише 9 місяців, після чого рудник законсервували через несприятливі економічні показники.
Проект реалізувала компанія Allegiance Mining NL, яка в 2008-му перейшла під контроль Zinifex (володіла на Тасманії потужним цинковим рудником Роузбері). Вже за кілька місяців унаслідок злиття Zinifex перетворилась на OZ Minerals, а у 2009-му основна частина рудників останньої (і серед них Авбері) була продана китайській компанії China Minmetals Corporation (CMC), що створила з покупки компанію Minerals and Metals Group (MMG). 
В 2014, 2017 та 2022 роках Авбері ще тричі змінював власника, при цьому останній покупець – Mallee Resources – знову ввела копальню в дію. Втім, цей етап розробки тривав менше двох років і вже у 2024-му її зупинили через несприятливу цінову ситуацію на ринку.